# Остров (Сошневское сельское поселение)
Остров — упразднённая деревня в Устюженском районе Вологодской области.
Входила на момент упразднения в состав Желябовского сельского поселения, с точки зрения административно-территориального деления — в Сошневский сельсовет.
Расстояние по автодороге до районного центра Устюжны — 39 км, до центра муниципального образования деревни Соболево — 33 км. Ближайшие населённые пункты — Мыза-Тестово, Раменье, Дора.
По данным переписи в 2002 году постоянного населения не было.
20 ноября 2020 года упразднена.